# Orthetrum melania
Orthetrum melania är en trollsländeart som först beskrevs av Selys 1883.  Orthetrum melania ingår i släktet Orthetrum och familjen segeltrollsländor. Inga underarter finns listade i Catalogue of Life.